# Il sogno ceco
Il sogno ceco (titolo originale in ceco: Český sen; titolo internazionale in inglese: Czech Dream) è un documentario del 2004 dei registi Vít Klusák e Filip Remunda, che lo realizzarono come tesi finale per i loro studi da loro compiuti in quell'anno alla scuola di cinema FAMU di Praga. Il documentario riprende lo sviluppo di un'enorme beffa, realizzata dai due registi, culminata, dopo una massiccia campagna promozionale, nell'apertura di un falso ipermercato, chiamato appunto Český sen (sogno ceco).

## Sinossi
Il film comincia con estratti di filmati di repertorio, che riprendono l'apertura dei primi supermercati in Repubblica Ceca, poco dopo la fine del comunismo. In seguito sono i registi stessi, rivolgendosi direttamente alla camera in una delle scene di apertura, a introdurci il documentario. Le riprese da ora in poi seguiranno l'ideazione, la creazione e l'organizzazione dell'intera beffa, a partire dalla trasformazione dei due registi in due perfetti manager fino alla promozione di una massiccia campagna pubblicitaria, in tutte le sue fasi. La campagna promozionale per pubblicizzare il finto supermercato, arrivata fino in radio e in tv (con addirittura un jingle registrato appositamente), assicurava prezzi esageratamente bassi e, soprattutto, una grande sorpresa il giorno dell'apertura. Veri pubblicitari idearono inoltre slogan come "non venite" o "non comprate". Alla fine di tutto ciò ben 3000 persone accorsero il giorno della falsa inaugurazione, accorgendosi della beffa solo dopo essersi resi conto che, quella che da lontano appariva la facciata di un immenso ipermercato, non era in realtà altro che una tela dipinta.

## Produzione
L'idea del "Sogno Ceco" è stata ispirata, a detta dei registi stessi, dall'autore teatrale Petr Lorenc che, nel 1997, distribuì parecchie migliaia di poster promozionali per il suo fittizio ipermercato GIGADIGA. Anche in quel caso l'inganno si rivelò solamente il giorno dell'apertura, quando i potenziali clienti si ritrovarono in un prato vuoto, dove Petr aveva piazzato uno striscione con la scritta "Meglio fare una passeggiata nel bosco piuttosto". Questo accadeva in un periodo in cui, in Repubblica Ceca, si aveva una crescita esponenziale del numero di supermercati e molto maggiore che negli altri paesi post-socialisti. Ciò che però maggiormente stupì i due giovani fu il fatto che Petr non "cercò di comprendere il problema intellettualmente, ma piuttosto in maniera poetica". Per questo motivo essi, decisero di analizzare il problema da un punto di vista che la maggior parte delle persone comuni non potevano vedere e conoscere. Volevano comprendere ciò che stava dietro la promozione e la creazione di un supermercato, seguendo tutte le fasi di persona, per comprenderne i meccanismi e per poi poterli sfruttare mostrando, provocatoriamente, come essi erano in grado di pubblicizzare e di rendere vero e credibile qualcosa che in realtà non era mai esistito. Importante per i due registi era mostrare quindi, oltre all'incredibile impatto che l'introduzione del consumismo ha assunto nelle vite dei cittadini cechi (alcune famiglie intervistate nel film rivelano di passare quasi tutti i fine settimana negli ipermercati), i meccanismi e il potere di questo genere di pubblicità.
Il costi per finanziare un simile progetto sono stati raccolti ancora una volta sfruttando i meccanismi pubblicitari: "Gran parte dei costi del progetto sono stati coperti in questo modo. Se guardate i crediti alla fine del film, ci sono tutti questi loghi e marchi che scorrono per oltre due minuti [...]". Inoltre molti manager di società di rilievo (come la televisione di stato ceca) hanno deciso di sostenere finanziariamente il film eccitati dall'intero progetto e dall'incredibile impatto mediatico che esso avrebbe potuto avere. Per cercare di mantenere la più assoluta segretezza sul progetto, sono stati informati dei fatti il minor numero possibile di persone, e si è puntato soprattutto su un tipo di pubblicità che non rivelasse quasi nulla.
Il film è uscito per ora solamente in alcuni stati. Ecco le principali date di uscita nel dettaglio:
- Repubblica Ceca Ceský sen 30 marzo 2004
- Regno Unito Czech Dream 2 novembre 2004
- Germania Ceský sen - Der tschechische Traum 3 novembre 2004
- Spagna Czech Dream 7 novembre 2004
- USA Czech Dream 22 febbraio 2005
- Polonia Czeski sen 22 giugno 2005
- Francia Un rêve tchèque 4 luglio 2005

In Italia il film è stato trasmesso in lingua originale, con sottotitoli in italiano. Sul canale RaiSat Cinema della piattaforma Sky a partire dal 2006.

## Accoglienza
Quando i "clienti" si resero conto finalmente di essere stati ingannati, reagirono nei modi più diversi. Alcuni compresero il messaggio dei registi, altri addirittura cercarono di vedere il lato positivo della situazione:
(Reazioni della gente)
Ma la maggior parte delle persone rimasero infastidite per essere state imbrogliate. Al di là delle immediate reazioni, comprensibili, delle persone ingannate, è da sottolineare come tutte le partecipazioni ai festival del mondo intero siano state accolte più che positivamente. Il film ha partecipato a numerosi festival in Europa, vincendo anche alcuni premi a Cracovia, Jihlava, Lubiana e Århus, e anche a svariati festival negli USA e in Brasile (vincendo fra l'altro a San Francisco un premio come miglior documentario del 2005).
Inoltre è stato accolto positivamente da molte importanti testate giornalistiche come il New York Times che l'ha definito come "la commedia del capitalismo", dal The New York Sun, dall'Economist e dal Guardian. Anche Michael Moore, regista noto per i suoi documentari controversi, ha lodato il lavoro dei due giovani.
Il documentario è stato anche trasmesso sulla rete francese arte nel 2006 e, nello stesso anno, va in onda anche sulle reti televisive australiane.

## Riconoscimenti
- San Francisco Film Festival 2005: miglior documentario[5]